# Candy Friday
Candy Friday（キャンディ・フライデー）はFM NORTH WAVEで放送されていたラジオ番組。2011年4月1日より放送開始。
2010年3月25日まで放送されていた『CHEER PORT RADIO!!』の後番組。これまで金曜日に放送されていた昼のワイド番組、『Fly Me Pop FRIDAY』『CHEER PORT RADIO!!』に引き続き、新千歳空港サテライトスタジオからの公開生放送していた番組である。北海道の「食べ物」「カルチャー」などの情報と毎週テーマを設けてのメッセージを、番組タイトルであるキャンディのようにカラフルな音楽を交えて放送される。2012年夏前に行われた改装時にスタジオがなくなるまで新千歳空港サテライトスタジオからの公開生放送を行っていた。

## タイムテーブル
- 12:42 WEATHER INFORMATION
  - 札幌、函館、旭川、帯広、釧路のあすの天気とあす日中の予想最高気温を伝える。
- 13:00 TIME PASSAGE
- 13:00 - 14:00 NEW CHITOSE AIRPORT Fleur presents SKY STREET
  - フライト情報、空港を利用者への情報を紹介。
- 14:00 TIME PASSAGE
- 14:08 - 14:13 快適生活ラジオショッピング
- 14:30 - 14:40 WONDER DOG WONDERFUL LIFE
  - 世界の犬・猫にまつわるニュースを紹介。
- 14:42 WEATHER INFORMATION
- 15:00 TIME PASSAGE
- 15:30 - 15:40 GLASSISM LOOK FOR TREND
  - 番組独自のトレンド情報を紹介